# Valjunquera
Valjunquera é um município da Espanha na província de Teruel, comunidade autónoma de Aragão. Tem 41,8 km² de área e em 2021 tinha 342 habitantes (densidade: 8,2 hab./km²).

## Demografia
| Variação demográfica do município entre 1991 e 2004 | Variação demográfica do município entre 1991 e 2004 | Variação demográfica do município entre 1991 e 2004 | Variação demográfica do município entre 1991 e 2004 |
| --------------------------------------------------- | --------------------------------------------------- | --------------------------------------------------- | --------------------------------------------------- |
| 1991                                                | 1996                                                | 2001                                                | 2004                                                |
| 474                                                 | 460                                                 | 423                                                 | 420                                                 |